# Rio Emba
O rio Emba é um rio situado no oeste do Cazaquistão nas Montanhas de Mugodzhar e flui por cerca de 640 km para sudoeste até ao mar Cáspio. É considerado por alguns especialistas como fronteira entre a Ásia e a Europa; e foi proposto pela primeira vez como tal por Philip Johan von Strahlenberg.